# Харди (округ, Западная Виргиния)
Округ Харди (англ. Hardy County) располагается в США, штате Западная Виргиния. Официально образован 17 октября 1785 года, получил своё название в честь американского юриста, политического и государственного деятеля Самуэля Харди. По состоянию на 2012 год, численность населения составляла 13 866 человек.

## География
По данным Бюро переписи США, общая площадь округа равняется 1513 км², из которых 1507 км² суша и 6 км² или 0,4 % это водоёмы.

### Соседние округа
- Хампшир (Западная Виргиния) — север
- Фредерик (Виргиния) — восток
- Шенандоа (Виргиния) — юго-восток
- Рокингхем (Виргиния) — юг
- Пендлтон (Западная Виргиния) — юго-запад
- Грант (Западная Виргиния) — запад

## Население
По данным переписи населения 2000 года в округе проживает 12 669 жителей в составе 5 204 домашних хозяйств и 3 564 семей. Плотность населения составляет 8 человек на км². На территории округа насчитывается 7 115 жилых строений, при плотности застройки 5 строений на км². Расовый состав населения: белые — 96,87 %, афроамериканцы — 1,93 %, коренные американцы (индейцы) — 0,16 %, азиаты — 0,14 %, представители других рас — 0,23 %, представители двух или более рас — 0,67 %. Испаноязычные составляли 0,66 % населения независимо от расы.
В составе 29,6 % из общего числа домашних хозяйств проживают дети в возрасте до 18 лет, 56,1 % домашних хозяйств представляют собой супружеские пары проживающие вместе, 8,6 % домашних хозяйств представляют собой одиноких женщин без супруга, 31,5 % домашних хозяйств не имеют отношения к семьям, 27 % домашних хозяйств состоят из одного человека, 12,2 % домашних хозяйств состоят из престарелых (65 лет и старше), проживающих в одиночестве. Средний размер домашнего хозяйства составляет 2,42 человека, и средний размер семьи 2,92 человека.
Возрастной состав округа: 23,3 % моложе 18 лет, 7,6 % от 18 до 24, 28,8 % от 25 до 44, 25,4 % от 45 до 64 и 14,9 % от 65 и старше. Средний возраст жителя округа 39 лет. На каждые 100 женщин приходится 97,50 мужчин. На каждые 100 женщин старше 18 лет приходится 96,7 мужчин.
Средний доход на домохозяйство в округе составлял 31 846 USD, на семью — 37 003 USD. Среднестатистический заработок мужчины был 28 032 USD против 18 798 USD для женщины. Доход на душу населения составлял 15 859 USD. Около 10,5 % семей и 13,1 % общего населения находились ниже черты бедности, в том числе — 13,1 % молодежи (тех кому ещё не исполнилось 18 лет) и 20,2 % тех кому было уже больше 65 лет.